# Sinister
Sinister, ontleend aan het Latijnse woord sinistra, daar met de bijbetekenis voortgekomen uit de praktijk van de augures, dat, afhankelijk van de context van de zin, zwart of links kan betekenen, is in het Nederlands een uitdrukking voor "geheimzinnig en tegelijk bedreigend". Vaak is dit de beschreven sfeer in griezelverhalen, als methode van de auteur om bij de lezers spanning op te wekken. 

## Heraldiek

Een schuinstreep sinister in keel

In de heraldiek is sinister de benaming voor links (van achter het wapen gezien, dus voor de toeschouwer rechts). Het tegenovergestelde van sinister is dexter. Het heraldische begrip is niet waardevrij; een naar links gewende leeuw, een leeuw sinister, is ongebruikelijk. Een schuinstreep dexter is in de heraldiek normaal, een schuinstreep sinister kan duiden op bastaardij.
Dat stukken normaal gesproken naar rechts gewend zijn heeft te maken met het oorspronkelijke gebruik van een Schild in de strijd: Ridders droegen het schild links omdat ze rechtshandig waren (volgens het bijgeloof hadden linkshandigen persoonlijk een pact met de duivel gesloten). De stukken die rechts gericht waren leken dus naar voren te bewegen en zich in de strijd te storten, terwijl stukken die links gericht waren ervan leken weg te lopen.
Zie Links en rechts (richting) voor een uitgebreider uitleg.
adelaar · Agnus Dei · alliantiewapen · andreaskruis · ankerkruis · armoriaal · baldakijn · barensteel · bezant · Bourgondisch kruis · brisure · cartouche · centaur · cordelière · dekkleed · dorpsvlag · dorpswapen· drieberg · dubbelkoppige adelaar · dwarsbalk · fleur de lis · fleuron · Friese adelaar · gaande leeuw · gecarteleerd · Gelderse leeuw · gepaald · gravenkroon · groot wapen · griffioen · hartschild · helmkroon · helmteken · heraldische kleur · herautstuk · hermelijn · hoed · Hollandse tuin · huismerk · Jeruzalemkruis · karbonkel · keizerskroon · keper · koek · kromstaf · kroon · krukkenkruis · kwartier · kwartileren · kwartierzoom · leeuw · markiezenkroon · merlet · molenijzer · motto · muurkroon · nassaublauw · natuurlijke kleur · Nederlandse leeuw · Nederlandse Maagd · ombrellino · ordeketen · palen · pentagram · pijlenbundel · raadselwapen · raaf · respectant · riddertoernooi · rijksbanier · rijkskleuren · rijksstandaard · rijkswapen · roos · Rudolfinische keizerskroon · Saksenros · Saladins Adelaar · scharlakenrood · schildhoofd · schildhouder · schildvoet · schildzoom · schoof · schuinbalk · schuinstreep sinister · sinister · sleutels van Petrus · socialistische heraldiek · sprekend wapen · stadskleuren · standaard · stedenmaagd · ster · tinctuur · vair · vermeerdering · vlag · vorstenhoed · vrijheidshoed · vrijkwartier · vrouwenwapen · wapen · wapenbelasting · Wapenboek Beyeren · Wapenboek Gelre · wapenbord · wapendiploma · wapendier · wapenkast · wapenkoning · wapenmantel · wapenrecht · wapenrol · wapenstier · wapentent · wassende en afnemende maan · Waterlandse zwaan · Westfriese boomwapens · wildeman · wolfsangel · wrong